# 萬那縣
萬那縣（印尼語：Kabupaten Landak）是印度尼西亞西加里曼丹省的一個縣，位於該省西部，縣治為芽橫鎮。

## 地理
萬那縣位於西加里曼丹省西部，萬那河流經此縣，東接上侯縣，西毗喃吧哇縣，南鄰古烏拉雅縣，北連孟加影縣。

## 行政區劃
萬那縣縣治為芽橫鎮，該縣下轄13個鎮：
1. 亞依勿剎鎮（Air Besar）
2. 上萬諸街鎮（Banyuke Hulu）
3. 日林坡鎮（Jelimpo）
4. 瓜拉必喜鎮（Kuala Behe）
5. 東萬律鎮（Mandor）
6. 上喃吧哇鎮（Mempawah Hulu）
7. 文惹林鎮（Menjalin）
8. 萬諸街鎮（Menyuke）
9. 美蘭帝鎮（Meranti）
10. 芽橫鎮（Ngabang）
11. 斯邦基鎮（Sebangki）
12. 三芽打米拉鎮（Sengah Temila）
13. 松柏鎮（Sompak）